# Seok Eun-mi
Seok Eun-mi, född 25 december 1976, är en sydkoreansk bordtennisspelare som tog OS-silver i damdubbel i Peking år 2004 tillsammans med Lee Eun-sil.